# Paxillosida
Ordre
Les Paxillosida forment un ordre d'étoiles de mer.

## Description et caractéristiques
Les Paxillosida forment un clade d'étoiles de mer, sans anus, et ne pouvant pas sortir leur estomac par la bouche pour se nourrir. Leurs podia n'ont pas de ventouse (ce sont généralement des étoiles de milieu sableux ou vaseux). Leur face aborale est densément couverte de papilles respiratoires, alternant entre des paxilles calcaires, qui donnent leur nom à l'ordre.
Pendant leur développement embryonnaire, ces étoiles ne passent pas par le stade brachiolaria.

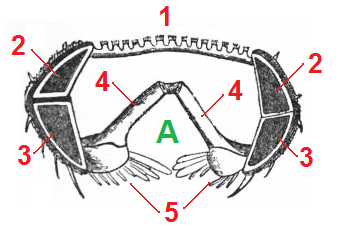
Schéma d'un bras de Paxillosida en coupe.
1=orifices des papules (les bosses sont des paxilles), 2=plaques supéromarginales, 3=plaques inféromarginales, 4=plaques ambulacraires (entre lesquelles sortent les podia), 5=plaques adambulacraires et leurs éventuelles épines.

## Liste des familles
| Selon World Register of Marine Species (14 décembre 2013) : ... - famille Astropectinidae Gray, 1840 — 26 genres - famille Ctenodiscidae Sladen, 1889 — 1 genre - famille Goniopectinidae Verrill, 1889 — 3 genres - famille Luidiidae Sladen, 1889 — 1 genre - famille Porcellanasteridae Sladen, 1883 — 12 genres - famille Pseudarchasteridae — 4 genres - famille Radiasteridae Fisher, 1916 — 1 genre | Selon ITIS (14 décembre 2013) : - famille Astropectinidae Gray, 1840 - famille Goniopectinidae Verrill, 1889 - famille Luidiidae Verrill, 1899 - famille Porcellanasteridae Sladen, 1883 - famille Radiasteridae Fisher, 1916 |

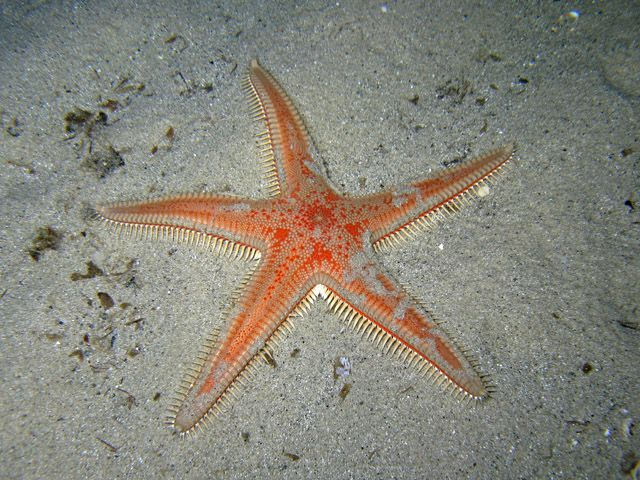
Astropecten aranciacus (Astropectinidae)
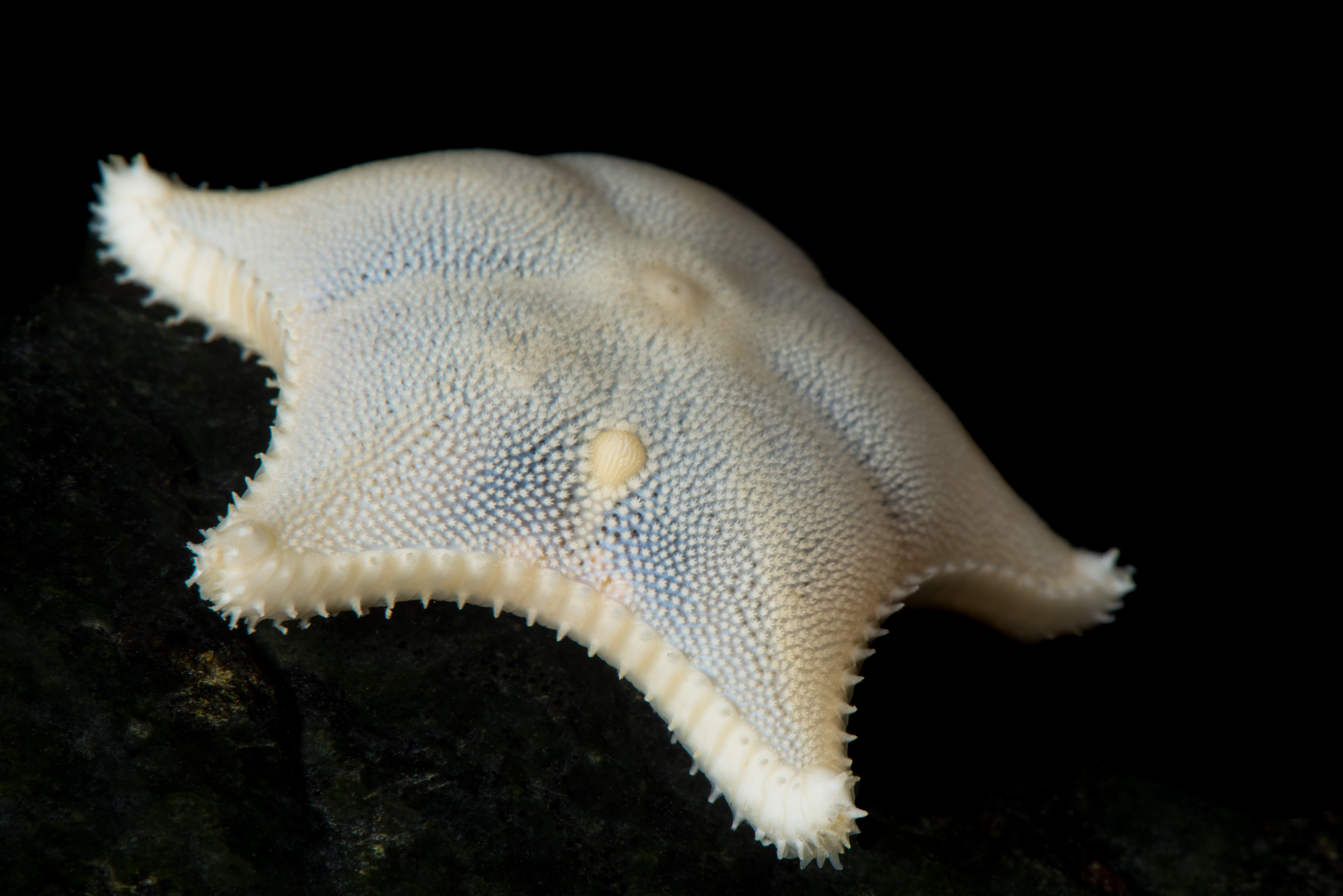
Ctenodiscus crispatus (Ctenodiscidae)
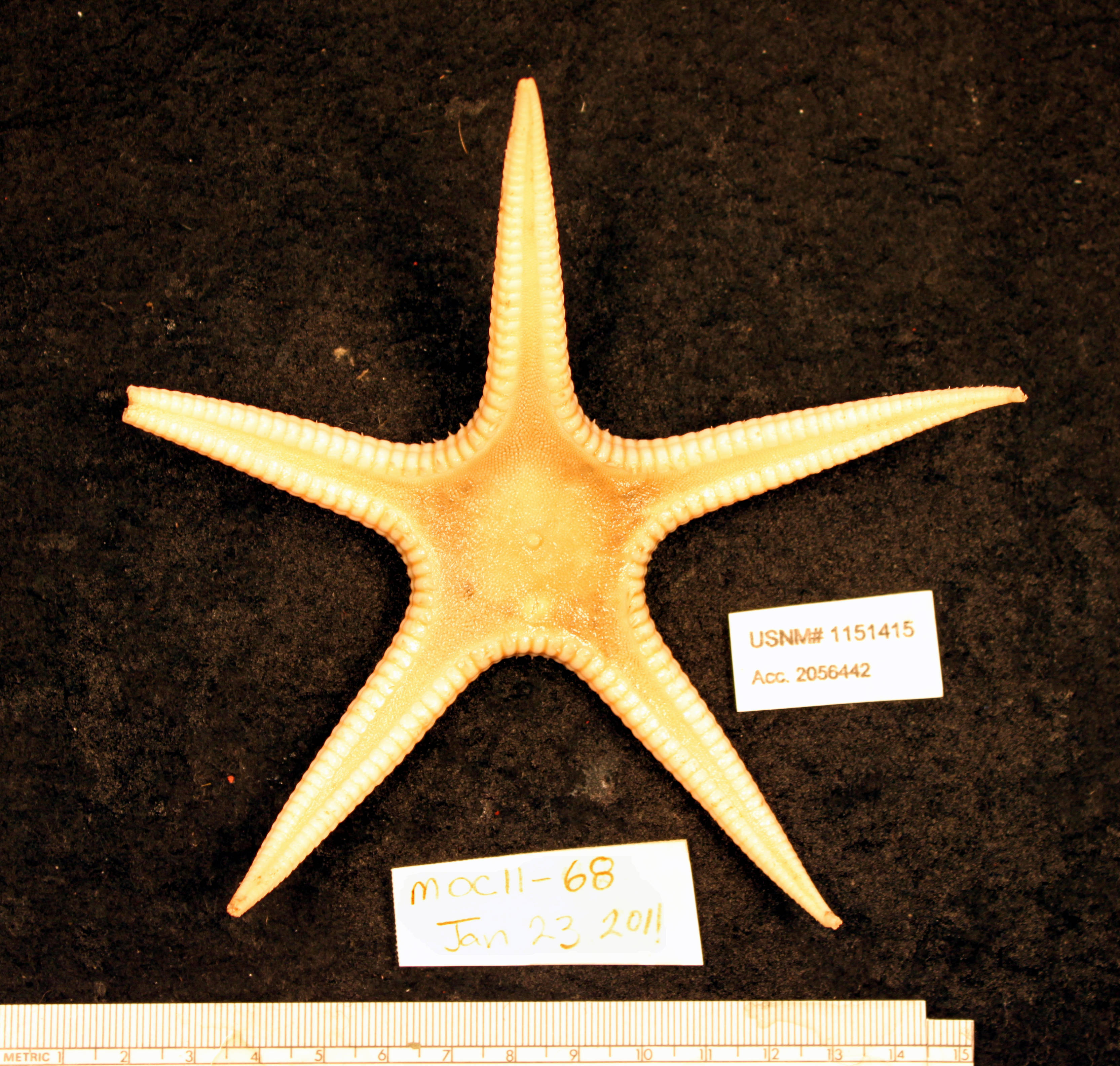
Goniopecten demonstrans (Goniopectinidae)
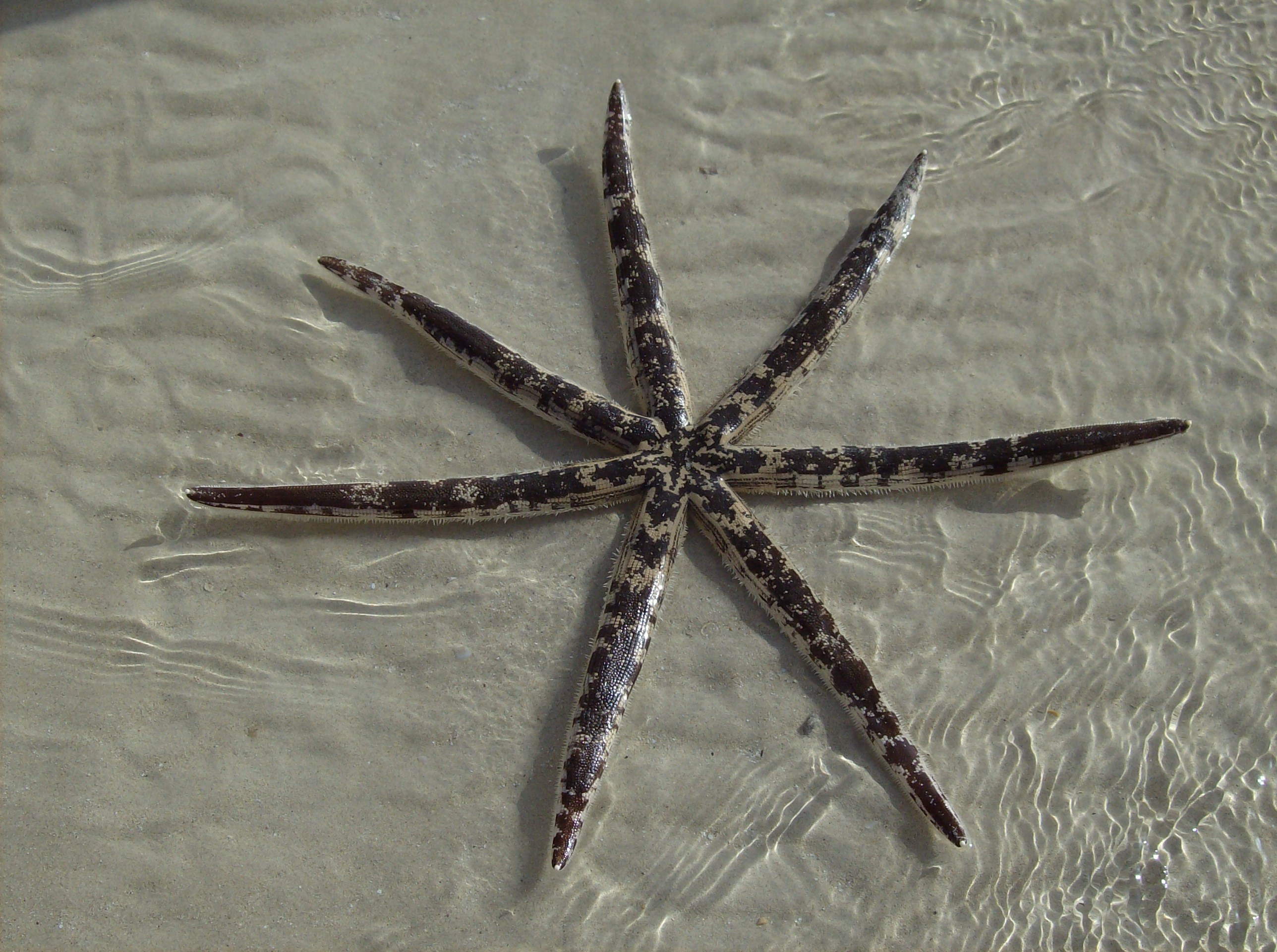
Luidia maculata (Luidiidae)
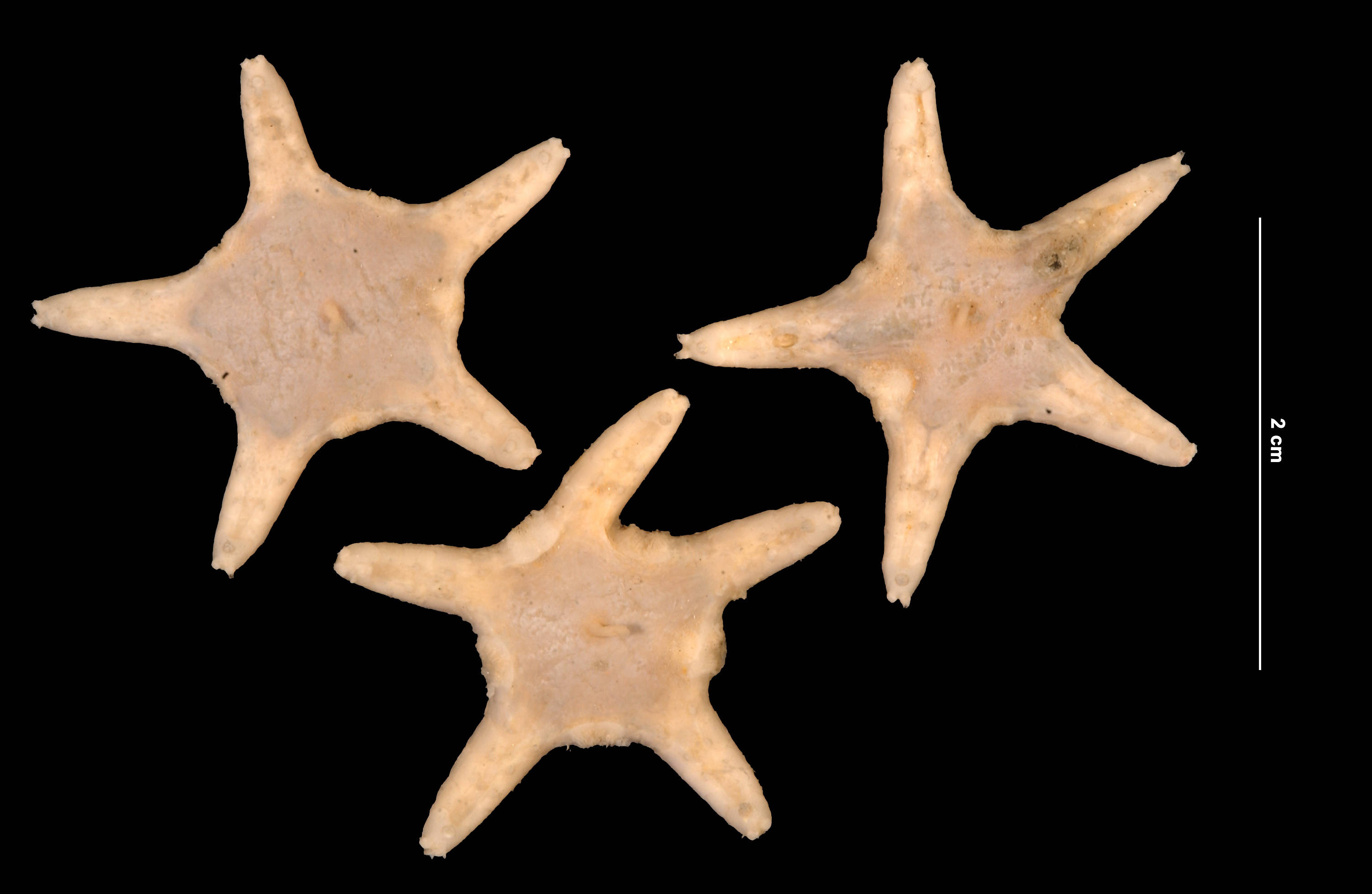
Porcellanaster ceruleus (Porcellanasteridae)
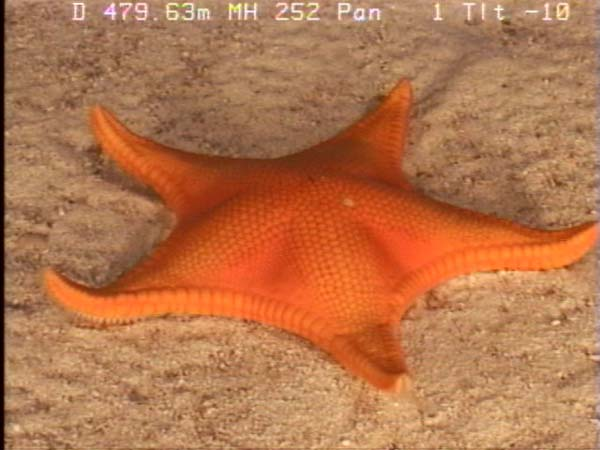
Pseudarchaster myobrachius (Pseudarchasteridae)
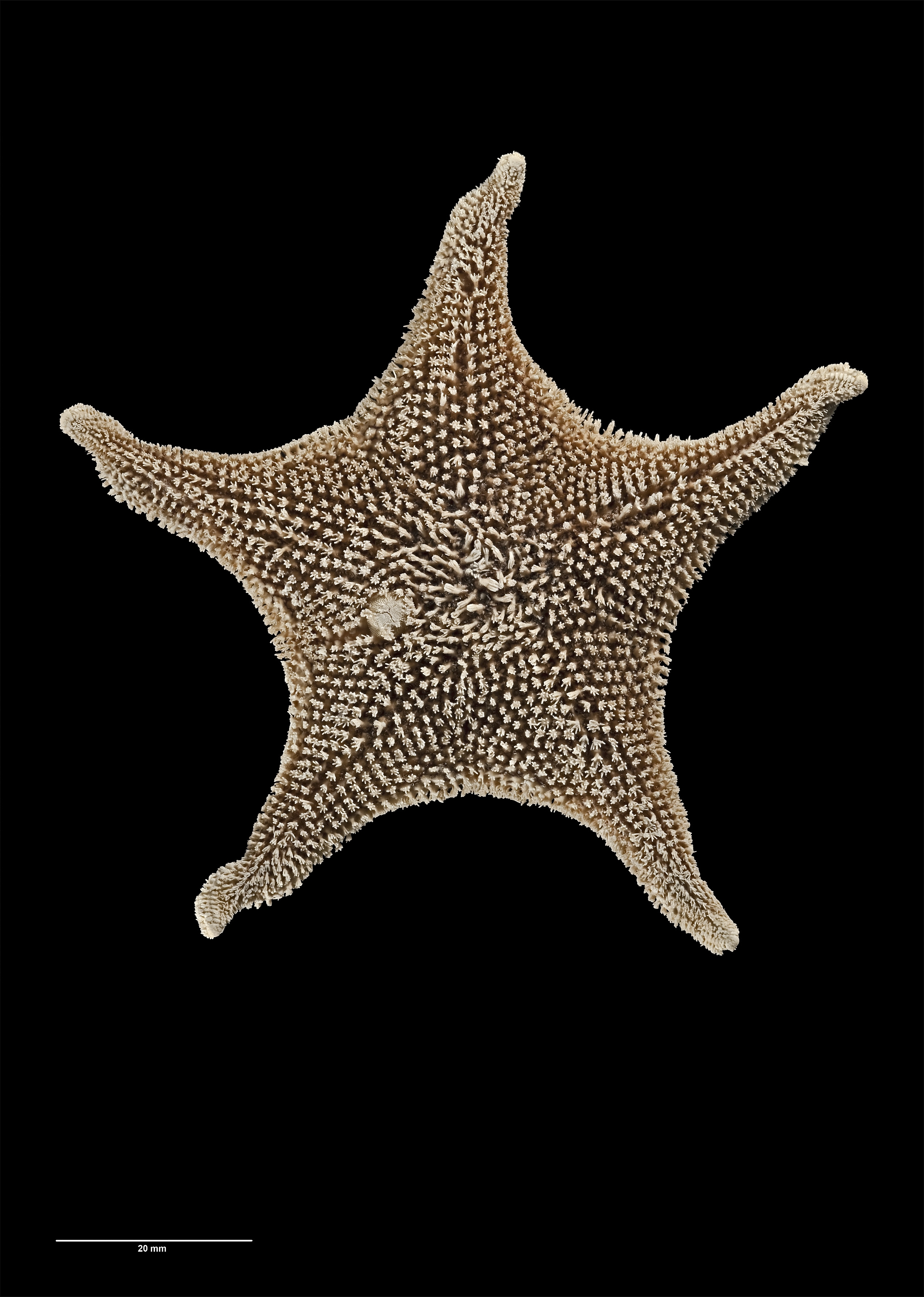
Radiaster gracilis (Radiasteridae)
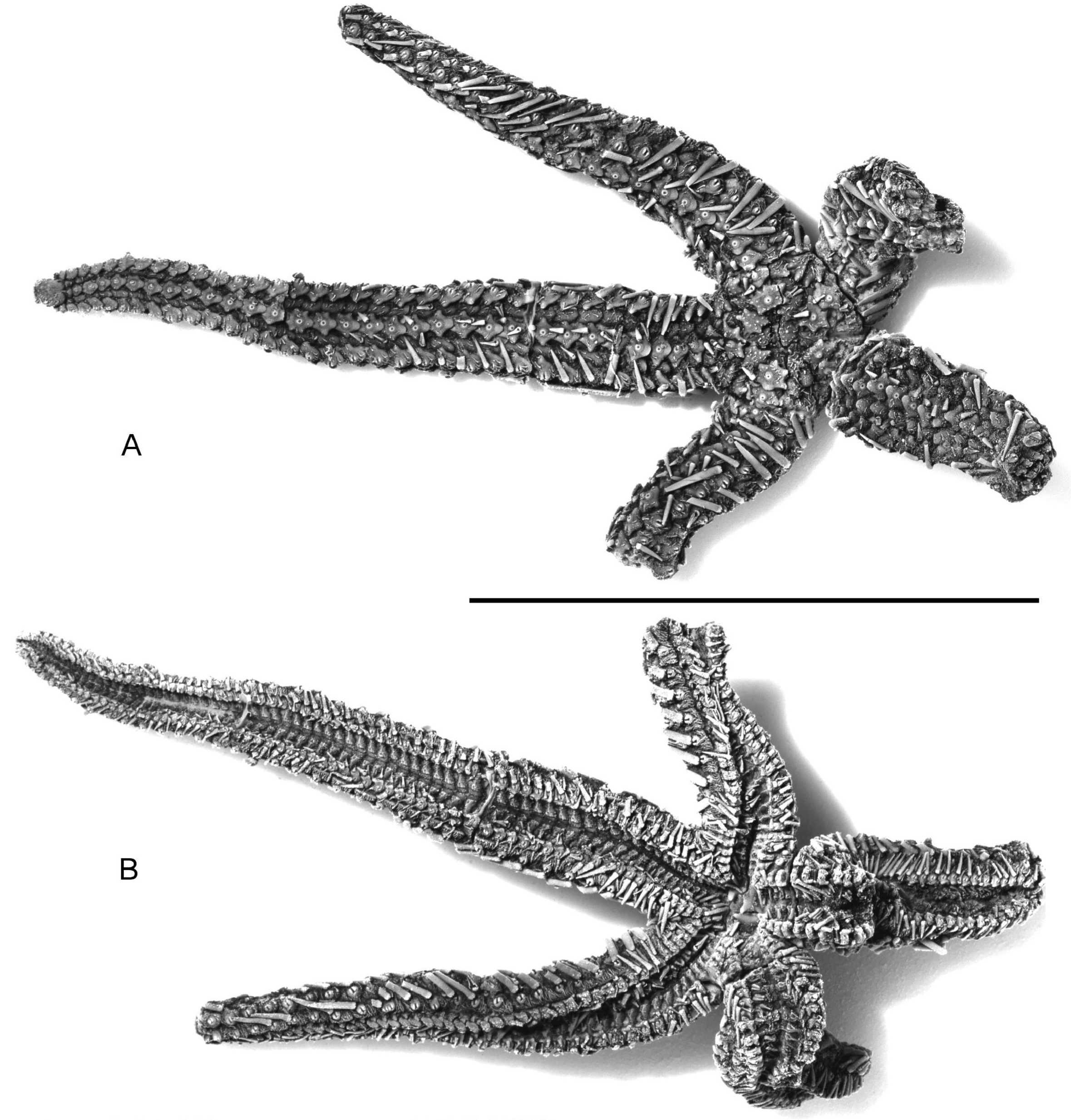
Une espèce fossile : Alkaidia sumralli (Paleobenthopectinidae †)

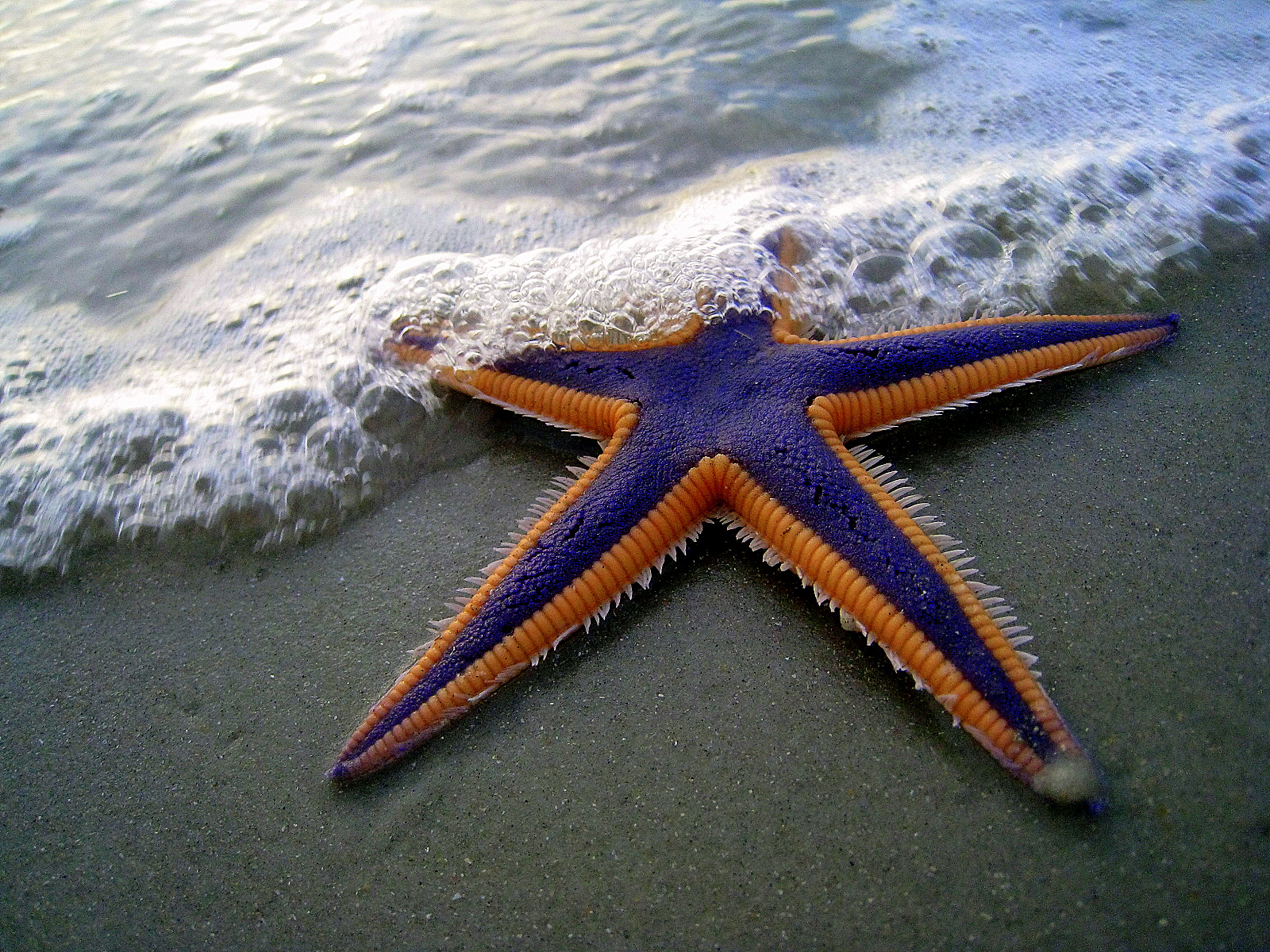
Astropecten articulatus
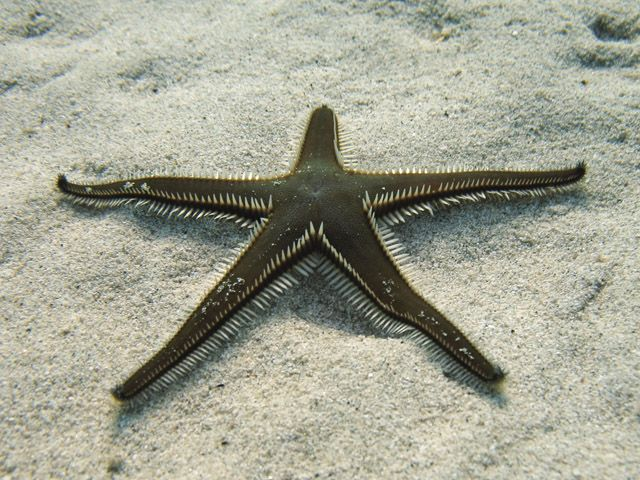
Astropecten bispinosus
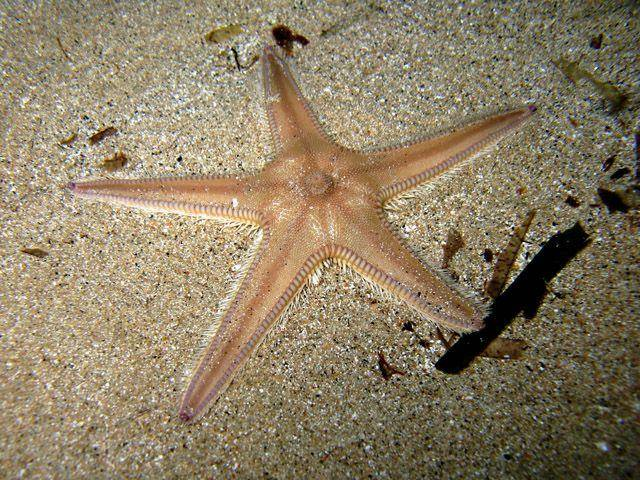
Astropecten irregularis
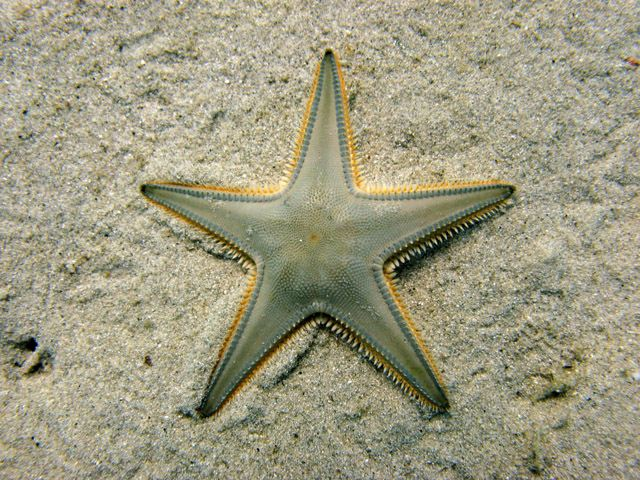
Astropecten jonstoni
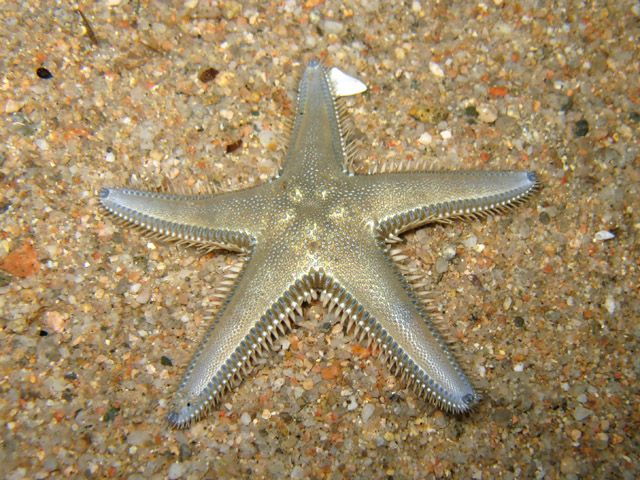
Astropecten platyacanthus
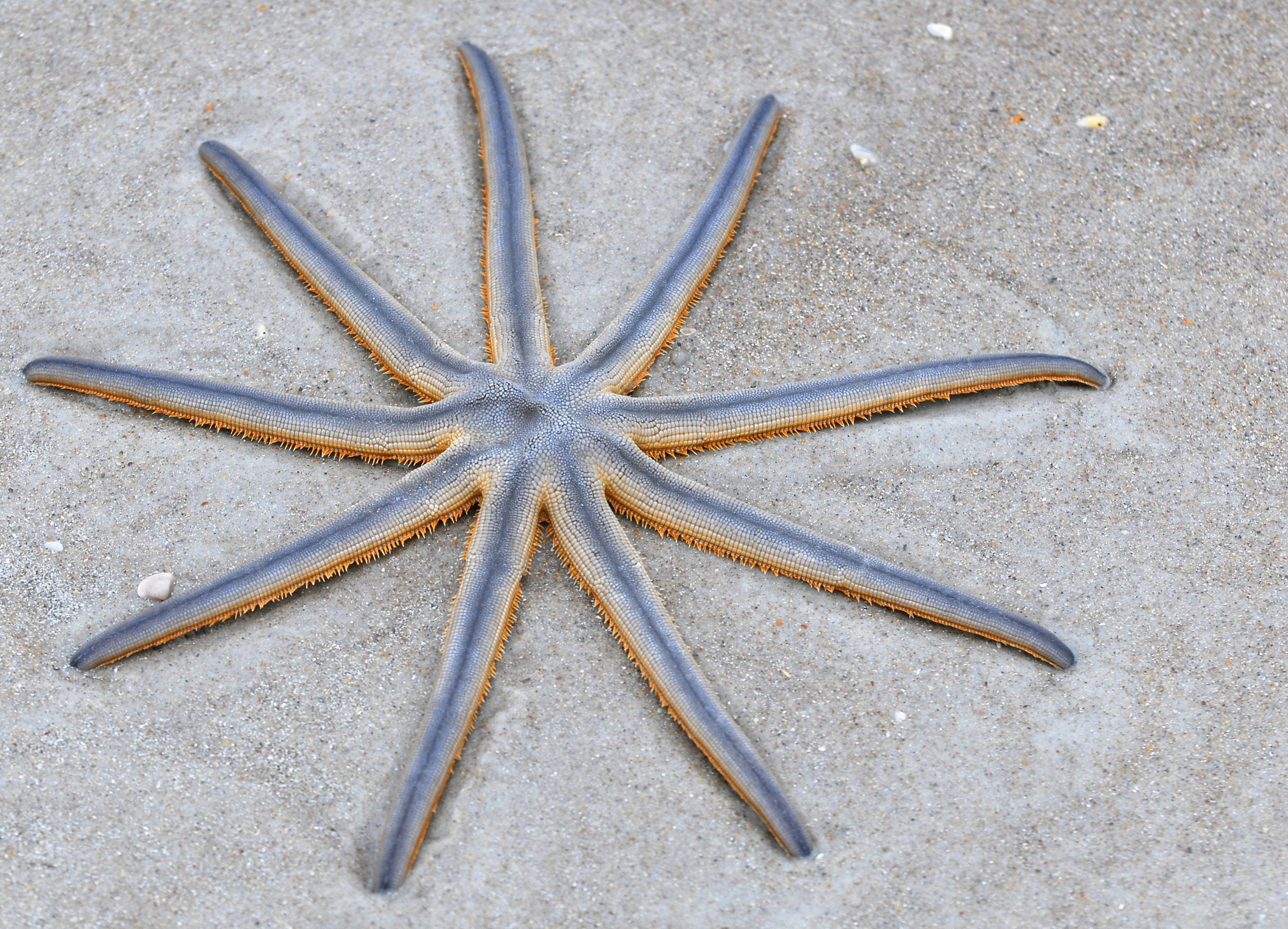
Luidia senegalensis
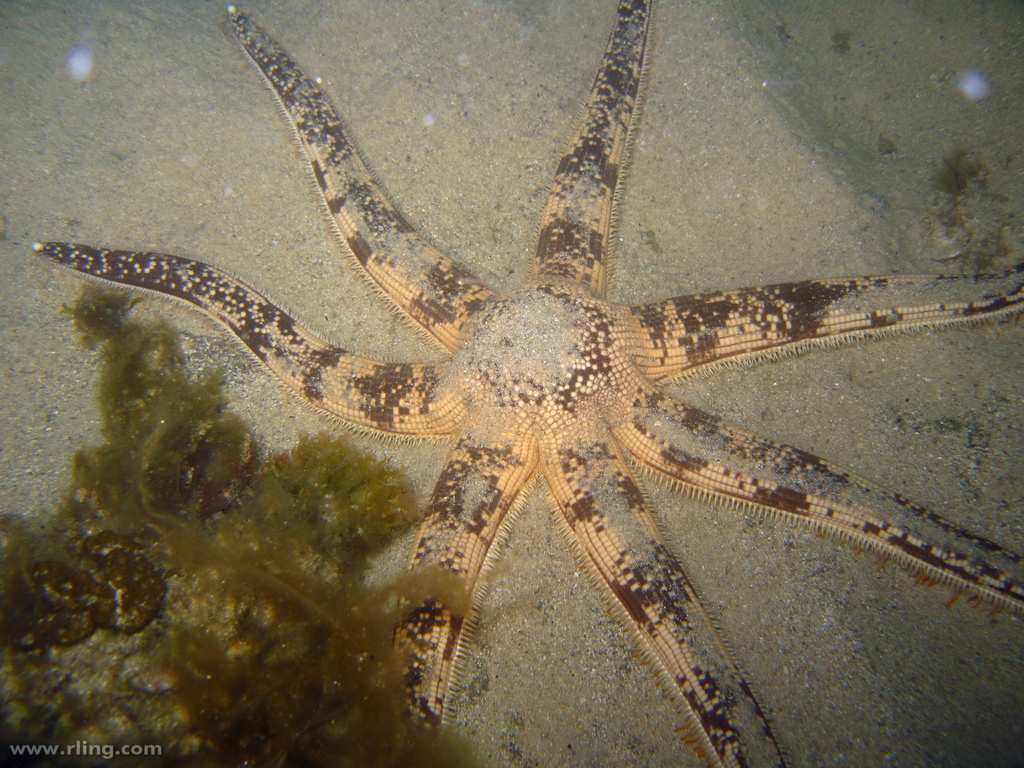
Luidia australiae
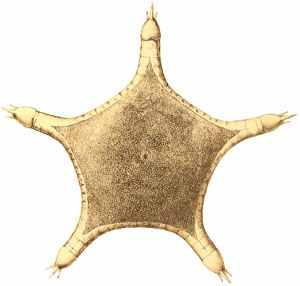
Hyphalaster hyalinus